# 朱雀号卫星
朱雀号卫星（Suzaku），原名，是日本宇宙航空研究开发机构联合日本多所大学，以及美国宇航局共同研制的一颗X射线天文卫星，是日本发射的第5颗X射线天文卫星，主要目的在于研究宇宙中发出X射线辐射的等离子体的性质、星系团的演化，以及活动星系核周围的物理过程等等。该卫星于2005年7月10日在鹿儿岛航天中心用M5火箭发射升空，用于替代2000年2月发射失败坠入太平洋的卫星。
朱雀卫星重1680公斤，运行在高度约570公里的近圆形轨道。主要仪器为：
- 软X射线望远镜（XRT），由5台掠射式望远镜和5台终端设备组成，掠射式望远镜口径40厘米，由170层套筒组成。5台终端设备包括：
  - 4台X射线成像光谱仪（XIS），工作在软X射线波段，能段范围0.4-10keV，分辨率约100eV，由麻省理工学院制造。
  - 1台X射线微热量观测仪（XRS），朱雀卫星上的主要设备，分辨率约12eV，设计工作温度为0.06K，用液氦和固体氖制冷，设计寿命为2年。
- 硬X射线探测器（HXD），工作在10-700keV的硬X射线波段，总接收面积约350平方厘米。

2005年8月8日，卫星上的X射线微热量观测仪发生故障，冷冻机内的液氦完全汽化，导致仪器无法冷却到预定的温度而丧失了工作能力，而其他设备则运转正常。